# Бои за Ирпень
Бои за Ирпень с 27 февраля по конец марта 2022 года стали одним из ключевых этапов обороны Киева от российского наступления на столицу на раннем этапе российского вторжения. В Ирпене ВСУ и силам теробороны удалось остановить лобовое наступление российских частей со стороны Гостомеля и Бучи. Успешная оборона Ирпеня сыграла большую роль в предотвращении прорыва к Киеву и окружения украинской столицы. 
24 марта 2022 года указом Владимира Зеленского Ирпень был удостоен звания «Город-герой Украины».

## Боевые действия

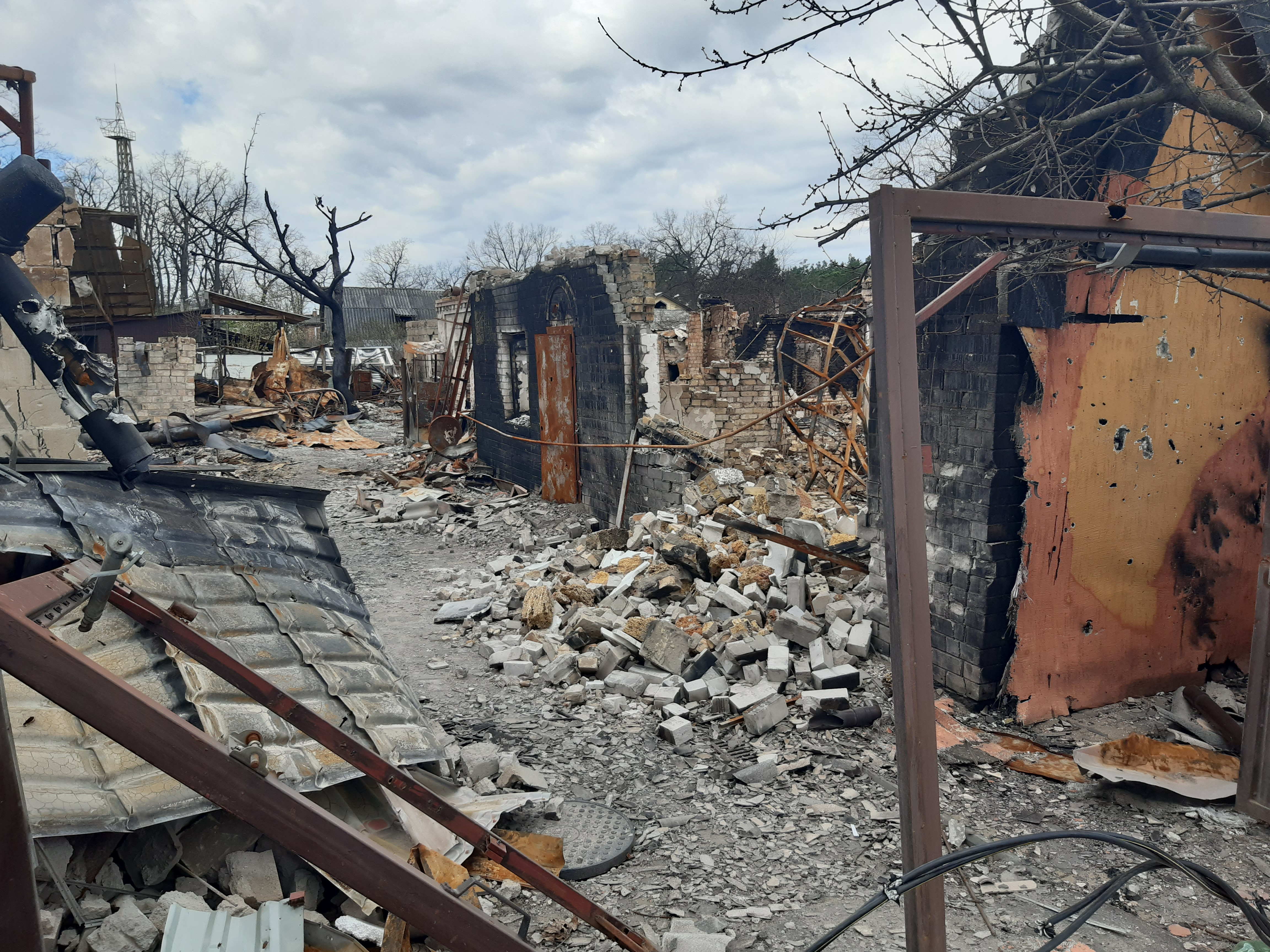
Разрушенные частные дома на ул. Степановской

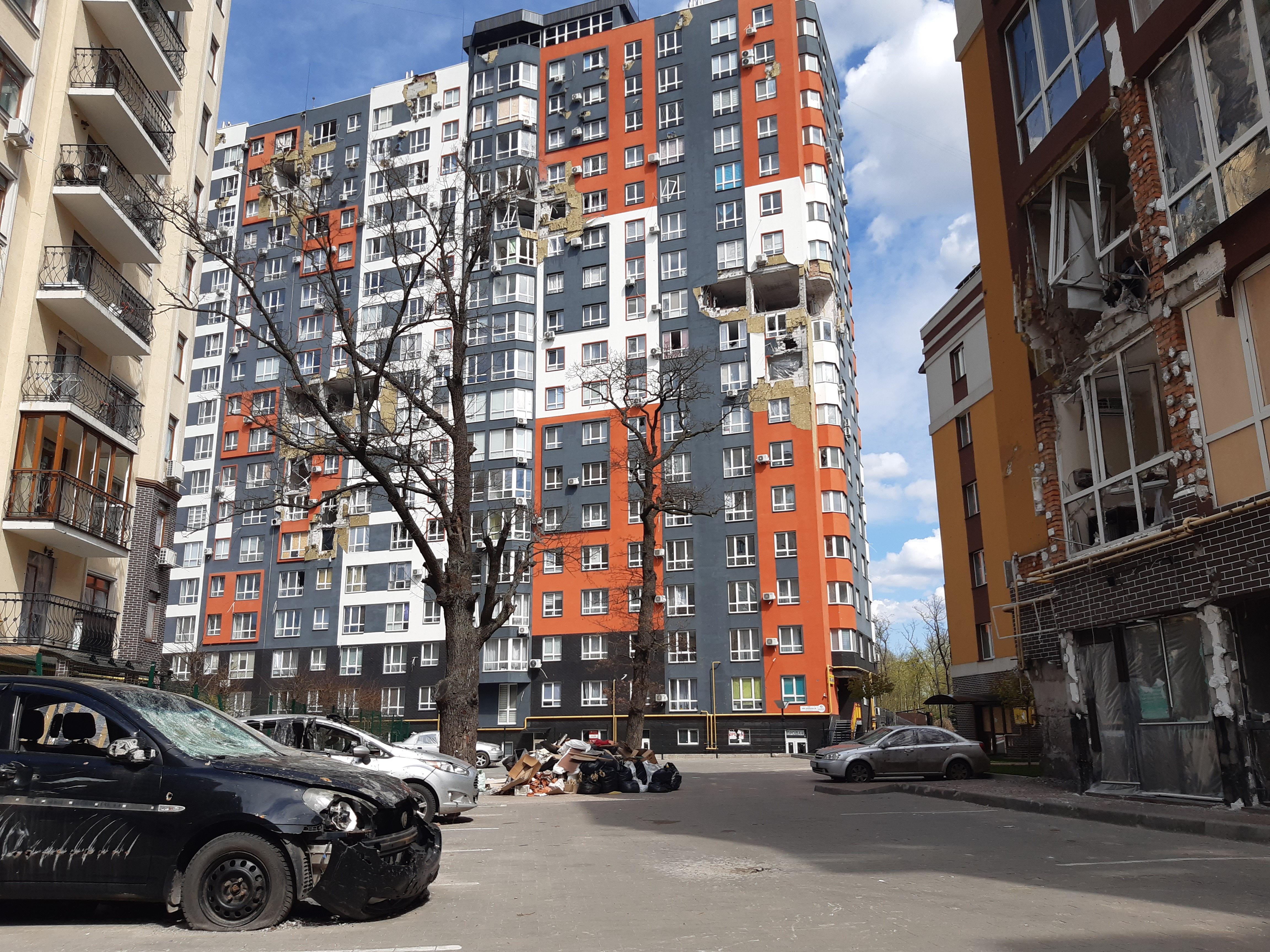
Повреждённые многоэтажные дома в ЖК «Синергiя-2+»

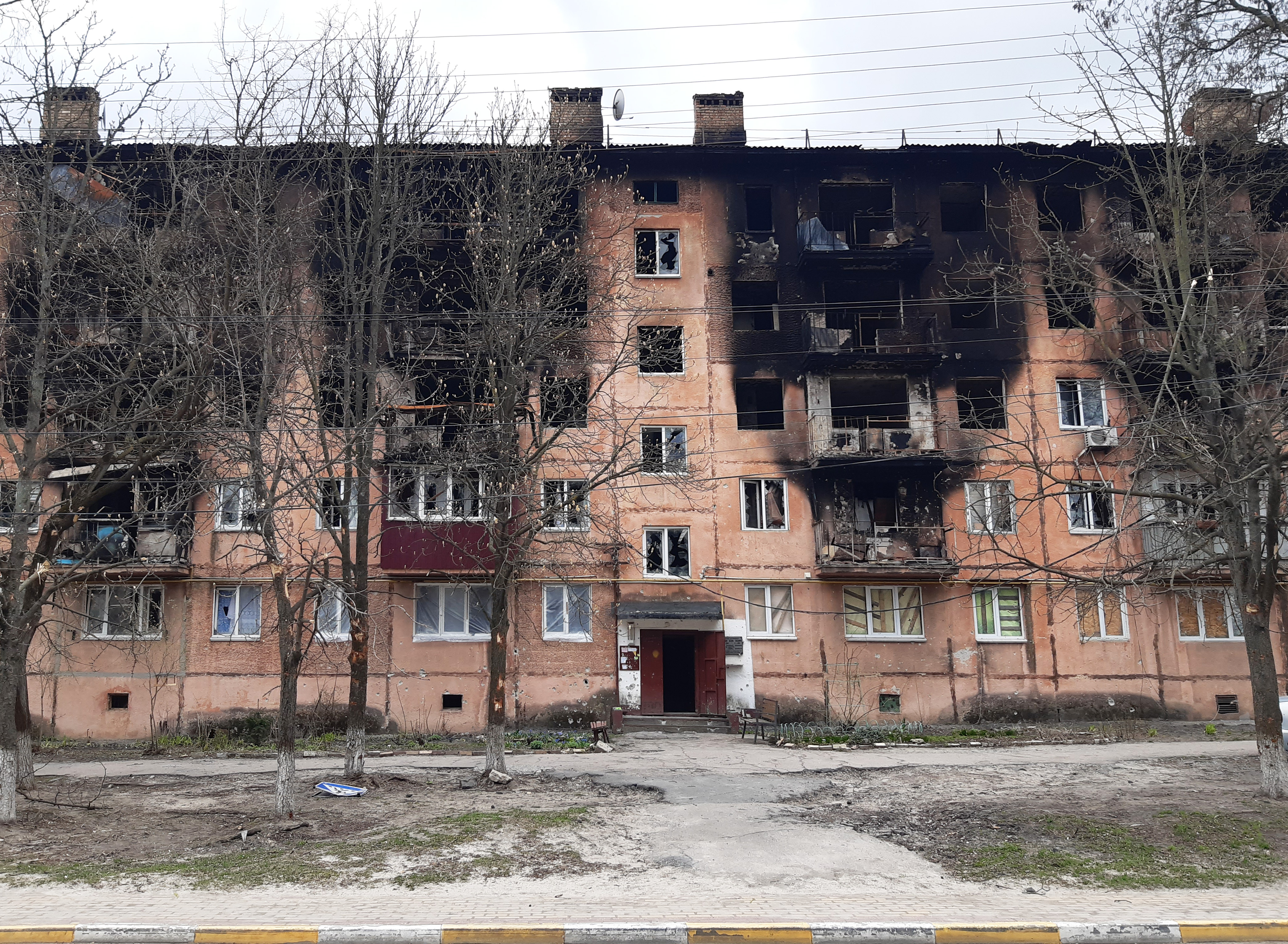
Сгоревший дом в районе Машторф

24 февраля 2022 года в первый день вторжения российский десант высадился в Гостомеле в 10 км от Ирпеня. 27 февраля была захвачена Буча (5 км от Ирпеня), а передовые российские части вплотную подошли к городу. В это же время в направлении Ирпеня из Беларуси двигалась 60-километровая российская военная колонна. В городе к наступлению готовились: число желающих вступить в территориальную оборону значительно превысило количество доступного снаряжения и возможности по подготовке волонтёров. Местные жители организовывали блокпосты и убежища, старались передавать военным любую информацию о российских войсках. 25 февраля 2022 года украинские военные взорвали мост через Ирпень в Романовке между Ирпенем и Киевом, чтобы замедлить российское наступление в случае падения пригорода.
Одним из факторов, замедливших наступление на Ирпень, стала слабая разведка: российское командование не знало, какие силы обороняют город, и проявляло излишнюю осторожность. В реальности, въезд в Ирпень в районе ТРЦ «Жираф» на момент первых боевых столкновений защищали только бойцы теробороны со стрелковым оружием и ПТУР. Однако им удалось подбить головные машины танковой колонны, пытавшейся прорваться в Ирпень, и парализовать движение российской техники до получения артиллерийской поддержки. 
После провала лобового наступления российские силы рассредоточились и атаковали город с северо-востока и юго-запада. К 6 марта западная часть Ирпеня была захвачена, а спустя неделю российские военные контролировали почти половину города. Местные власти ответили отказом на предложение капитулировать. 
За месяц городских боёв самыми горячими точками стали ТРЦ «Жираф», район разрушенного моста в Романовке, окрестности военного госпиталя, высотный район «Ирпенские Липки» на северо-востоке города и здание на Гостомельском шоссе, 24 (этот высокий дом ступенчатой формы обеспечивал обзор и огневой контроль целого района). Жилые районы Ирпеня и городская инфраструктура подвергались постоянным обстрелам. Уже на 3-й день боёв в городе не было электричества, на 5-й — связи, пропал газ.
В 20-х числах марта Вооружённые силы Украины перешли в контрнаступление в Киевской области и почти окружили российские части в Ирпене, вынудив их спешно отступить. 28 марта мэр Ирпеня Александр Маркушин сообщил, что российские солдаты покинули город. 31 марта возвращение Ирпеня под украинский контроль подтвердил Институт изучения войны.

## Эвакуация

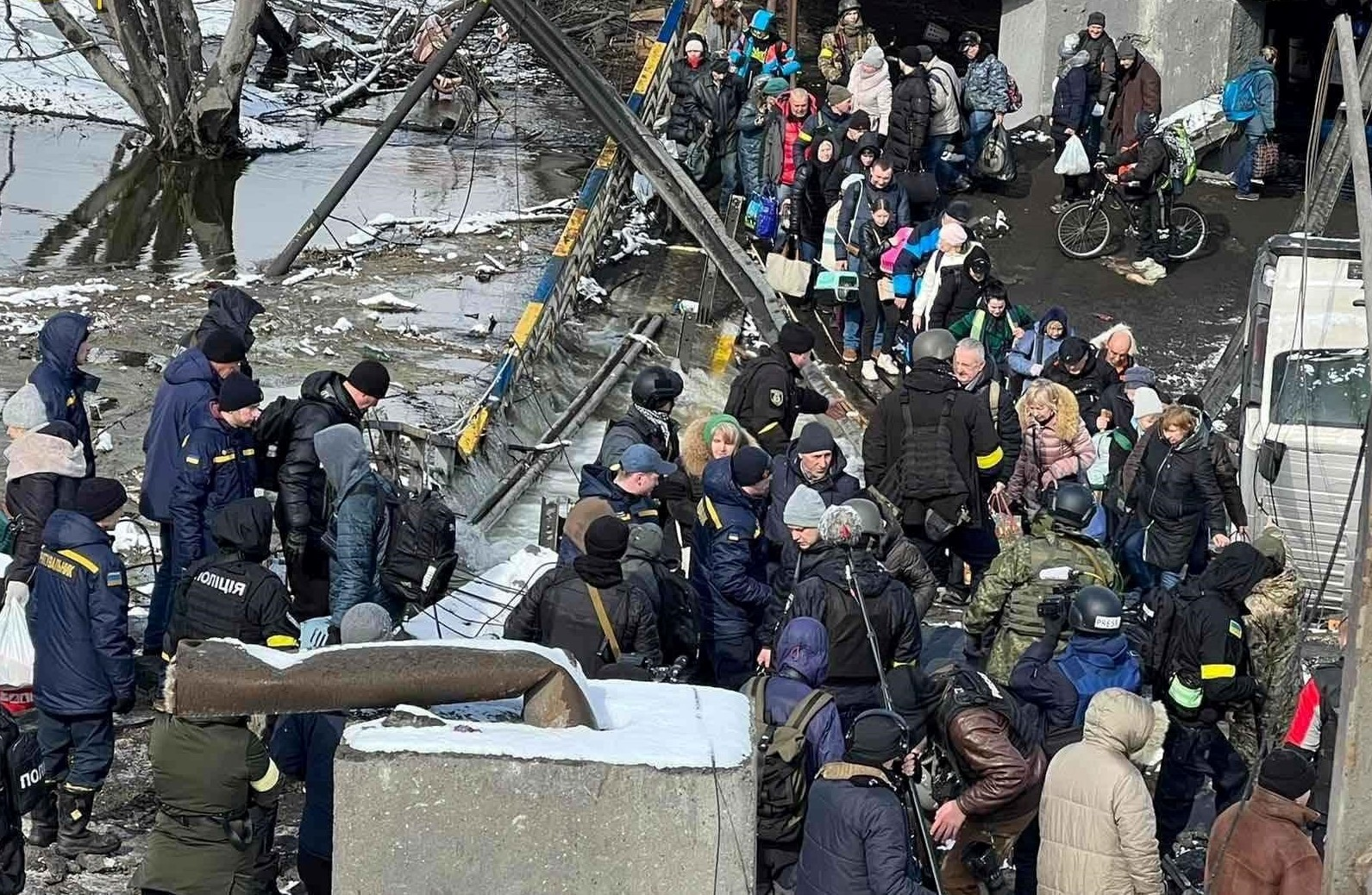
Эвакуация мирных жителей из Ирпеня в Киев через Романовский мост

До российского вторжения Ирпень был благополучным пригородом Киева с 60-тысячным населением, большая часть жителей которого ездила на работу в столицу. За месяц боёв Ирпень покинули почти все — 56 тысяч человек. С первых дней большую роль в эвакуации играла местная протестантская церковь, которая предоставляла беженцам кров, организовывала гуманитарные колонны и принимала их в следующей точке пути. К началу марта им удалось вывезти из города около 4 тысяч человек. В дальнейшем к эвакуации мирных жителей подключились ВСУ. 
Первое время гражданские могли покинуть Ирпень по железной дороге, однако российские военные взорвали пути, оставив единственный путь из города — по трассе и под руинами разрушенного моста между Ирпенем и Киевом. Несмотря на отсутствие поблизости легитимных целей, российские военные вели неизбирательный обстрел эвакуационного коридора, что заработало последнему репутацию «дороги смерти» (так именовали его журналисты). Только 5 марта в районе переправы погибли 4 человека, включая волонтёра, 6 марта в результате обстрела одного из перекрёстков погибли 8 человек, включая 2 детей, 7 марта на передовицу The New York Times попала фотография женщины с 2 детьми, убитых неизбирательным миномётным огнём. 
Украинские следователи установили, что к убийству мирных жителей, пытавшихся покинуть Ирпень, были причастны офицеры и солдаты разведывательного батальона 106 дивизии ВДВ. 5—6 марта 2022 года они расстреляли на улице Олега Кошевого и улице Независимости 10 гражданских автомобилей, 9 человек погибли, 12 получили ранения. В одном из эпизодов десантники забросили гранату в головную машину гуманитарного конвоя. Водитель и пассажир на переднем сиденье погибли, пассажирка и её полуторагодовалый ребёнок выжили.

## Оккупация

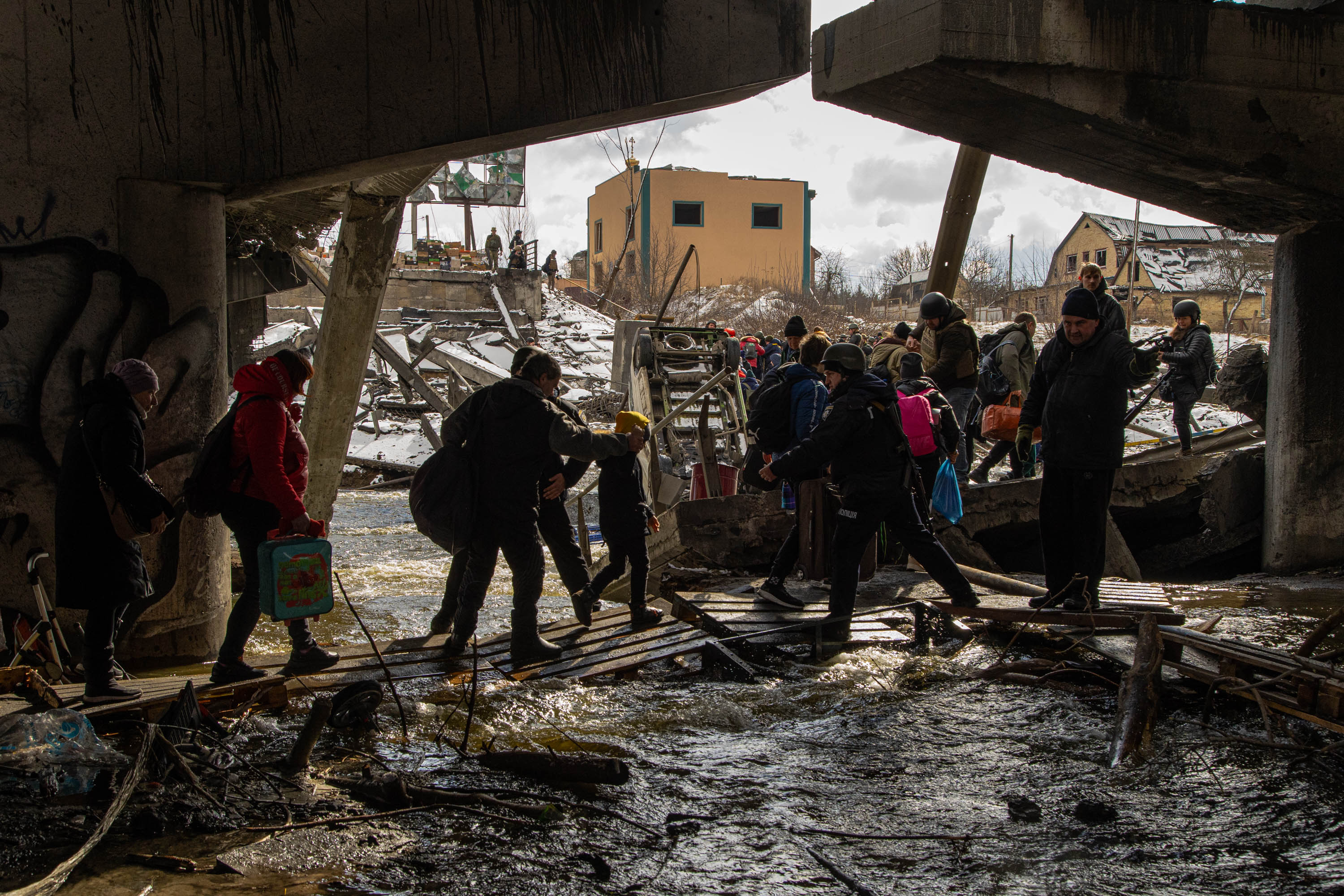
Эвакуация жителей через реку Ирпень, 8 марта 2022 года

В Ирпене, как и других оккупированных городах и сёлах Киевской области, мирные жители подвергались необоснованно жестокому обращению со стороны российских военных. Россияне врывались в дома и квартиры, задерживали и допрашивали гражданских, занимались грабежом, убивали домашних животных. Основанием для подозрений в сотрудничестве с ВСУ могли стать визы в загранпаспорте, иностранная валюта, охотничье оружие, ношение термобелья (его российские военные считали характерным признаком бойцов ВСУ). 
Среди погибших в оккупированной западной части города было непропорционально много женщин. По свидетельствам местных жителей, женщины подвергались издевательствам, а работавшие с телами из Ирпеня патологоанатомы указывали на изнасилования, которым некоторые жертвы подверглись перед смертью. Большая часть убитых в оккупированной части города были застрелены. Значительная доля жертв пришлась на последнюю неделю оккупации, когда российские военные часто открывали по людям огонь на поражение.
В апреле 2023 года Ирпенский городской суд начал рассмотрение дела в отношении служащих 104-го полка 76-й дивизии ВДВ из Пскова. По данным следствия, они задерживали и избивали местных жителей и проводили имитации казней. Один из обвиняемых — десантник Андрей Медведев — был пленён и предстал перед судом. Их сослуживцы — другие псковские десантники — также были причастны к резне в Буче и военным преступлениям в Гостомеле.

### Жертвы

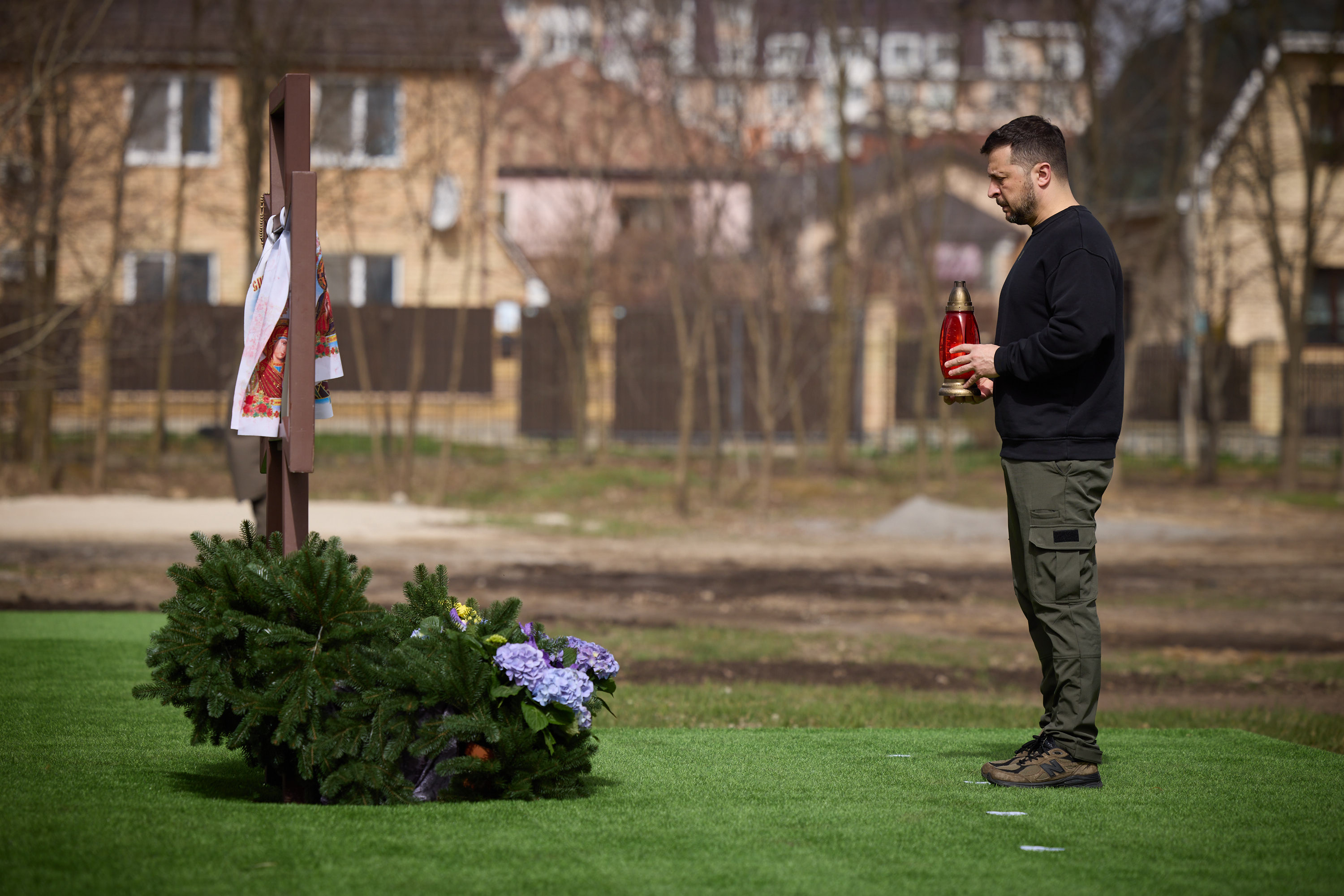
Владимир Зеленский в ходе церемонии памяти мирных жителей, убитых во время оккупации Ирпеня, Бучи и Бородянки, 31 марта 2024 года

По официальным данным, за время боевых действий и оккупации были убиты почти 300 мирных жителей (неофициальные источники сообщали о 1,5 тысячах). Погибших от обстрелов хоронили на улица в импровизированных могилах, эксгумация которых была проведена уже после освобождения города. Патологоанатомы, которые работали в Ирпене, указывали на сложность идентификации тел из-за жестокого обращения даже после смерти. Корреспондент BBC во время посещения города задокументировал след тела убитой женщины: после смерти её бросили на улице в оккупированной части города, после чего по её трупу неоднократно проезжали танки и другая российская техника.
В числе погибших в Ирпене был американский журналист Брент Рено, машину которого расстреляли российские военные. Рено погиб, двое его коллег получили ранения. Также среди погибших был украинский актёр и телеведущий Павел Ли — он погиб от обстрела 5 марта. 

## Разрушения
На протяжении месяца боёв за Ирпень российские военные вели неизбирательные обстрелы жилых районов города. К моменту освобождения в Ирпене пострадали 1000 зданий — 71% застройки города. 115 были полностью разрушены, 698 — значительно повреждены. Власти города оценивали необходимые для восстановления средства в 1 млрд долларов. 
Почти сразу после освобождения Ирпеня местные жители начали возвращаться в свои дома и восстанавливать город. Вновь открылись магазины, кафе и парки. С первых дней восстановление Ирпеня поддерживали международные организации. Так ЮНИСЕФ обеспечил помощь в восстановлении образовательных учреждений и организации бомбоубежищ в детских садах и школах.

## В культуре
Погибшим защитникам Ирпеня посвящён документальный фильм «Форпост Ирпень», основанный на книге «Битва за Ирпень» Петра Щербина, который выступил продюсером и руководителем авторской группы. Рассказчиком в фильме выступил Валерий Харчишин, солист группы «Друга Ріка». В основу видеоряда легли материалы, снятые на мобильные телефоны во время боёв за город.